# Igreja de Santo André na Via Flamínia
Sant'Andrea in Via Flaminia ou Igreja de Santo André na Via Flamínia é uma igreja de Roma localizada na Via Flaminia, no quartiere Flaminio. Dedicada a Santo André, é conhecida também como Sant'Andrea del Vignola, uma referência ao seu arquiteto, Giacomo Barozzi da Vignola.

## História
O edifício foi encomendado pelo papa Júlio III para comemorar sua fuga da prisão durante o Saque de Roma (1527). Bastante pequena, a igreja, localizada na Via Flamínia, é pouco mais do que uma capela, foi projetada por Vignola em 1552 e completada no ano seguinte. O arquiteto então foi contratado novamente por Júlio III para trabalhar na vizinha Villa Giulia.
Sant'Andrea foi a primeira igreja com uma cúpula elíptica e representa um passo inicial em direção ao mundo estilo barroco de formas elípticas.

## Arquitetura
O espaço interior da igreja está vividamente expresso nas formas do exterior. O tempio, como ela foi durante muito tempo chamada, é um cubo pouco adornado rodeado por uma cornija dentilhada sem um friso encimado por um alto tambor simples na decoração e também rodeado por um friso, tudo utilizando a cinza pietra serena, mais comum na Toscana do que em Roma. Na fachada da rua está um frontão em forma de templo extremamente plano e encimado por um pedimento, cujo friso sem adornos continua sozinho por toda a volta do edifício, dividindo o cubo na proporção 2:3. Pilastras coríntias muito planas e duplas nos cantos dividem a fachada em três seções, nas quais estão dois nichos encimados por conchas ladeando a porta.
Dentro estão afrescos de Girolamo Siciolante da Sermoneta e Pellegrino Tibaldi.
Depois de um longo tempo abandonada, a geometria sem adornos da estrutura reconquistou seu antigo apelo no auge do estilo neoclássico, quando foi reformada pelo arquiteto neoclássico Giuseppe Valadier durante a ocupação napoleônica de Roma (1805).

## Galeria

Imagens da igreja
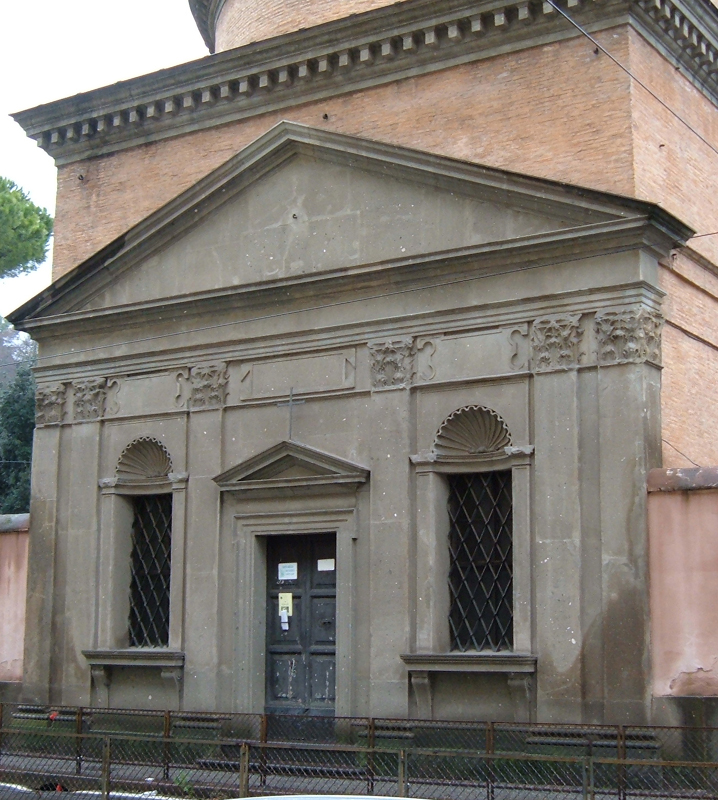
Fachada
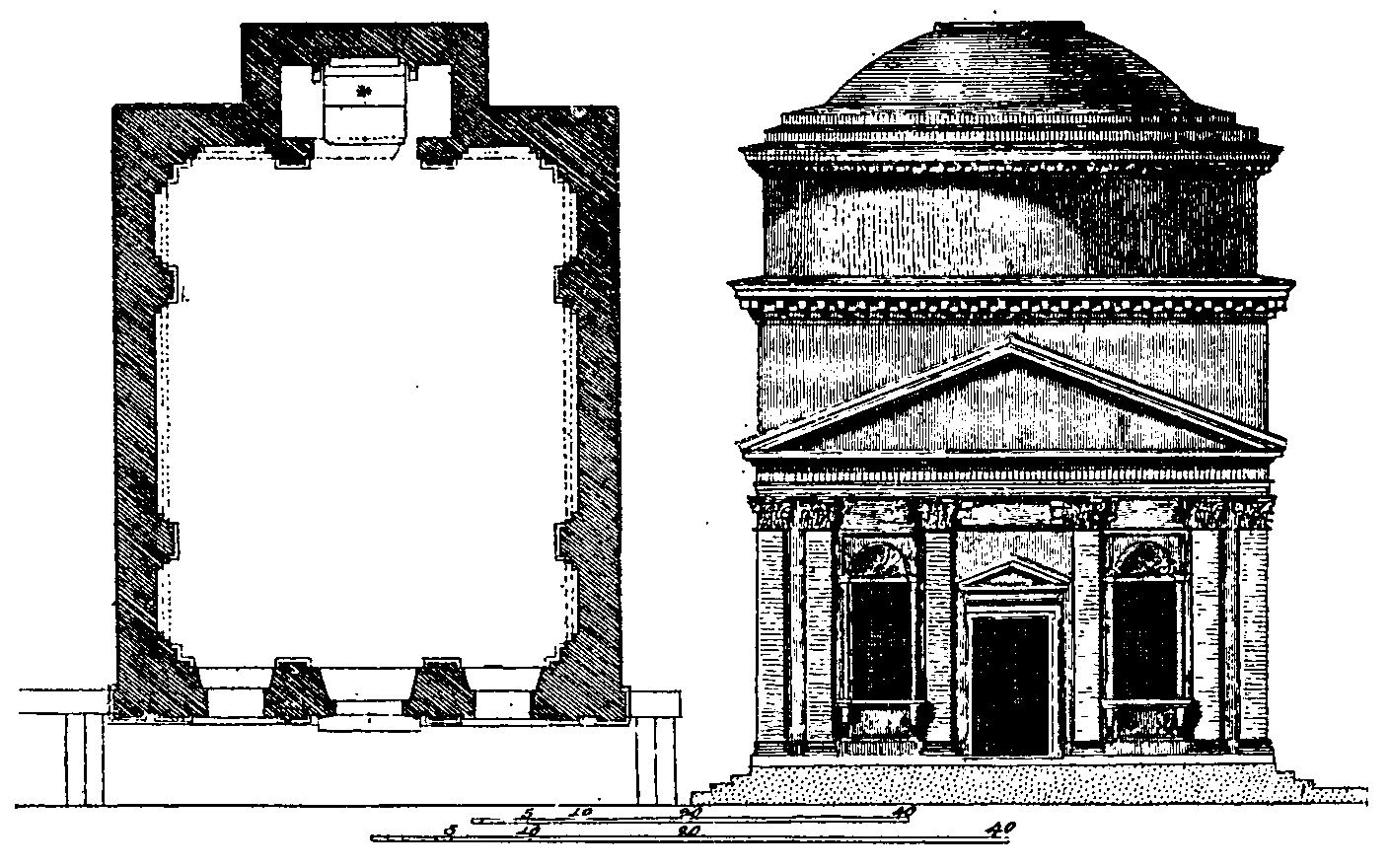
Planta, em gravura de 1892